# 七條芳美
七條 芳美（しちじょう よしみ、1982年9月20日 - ）は宮崎県出身の日本の柔道家。70kg級の選手。身長166cm。得意技は大内刈、足技。

## 経歴
柔道は8歳の時に井上康生も所属していたことで知られる静充館で始めた。檍中学2年の時に全国中学校柔道大会の56kg超級で3位、3年の時には優勝を飾った。高校は福岡県にある福岡工大附属高校へ進むと、2年の時に全国高校選手権70kg級で2位となった。3年の時には金鷲旗の決勝で淑徳高校と対戦すると、大将戦で中沢さえを横四方固で破ってチームを優勝に導いた。インターハイ団体戦では市立柏高校に敗れて2位だった。全日本ジュニアで優勝を飾ると、世界ジュニアでは3位に入った。2001年に東海大学へ進学すると、1年の時には優勝大会で3位、全日本ジュニアでは2位だった。2年の時には優勝大会で2位となった。3年の時には優勝大会でこの年に東海大学へ入学してきた妹の晶などとともに活躍して優勝を果たした。さらに、学生体重別と講道館杯でも優勝を飾った。4年の時には優勝大会と学生体重別を連覇して2年連続学生2冠を達成した。講道館杯では淑徳大学の岡明日香に敗れて2位にとどまった。世界学生では優勝を飾った。2005年には了徳寺学園の職員になると、選抜体重別の決勝でアテネオリンピック金メダリストである三井住友海上の上野雅恵に敗れるも2位となった。2006年には実業個人選手権で優勝した。2008年からは比叡山中学の教員となった。なお、世界学生の60kg級で2連覇を達成した同じ職場の米富和郎と結婚した。

## 主な戦績
- 1996年 - 全国中学校柔道大会　3位(56kg超級)
- 1997年 - 全国中学校柔道大会　優勝(56kg超級)
- 1998年 - 金鷲旗　3位
- 2000年 - 全国高校選手権　2位
- 2000年 - 金鷲旗　優勝
- 2000年 - インターハイ　団体戦　2位
- 2000年 - 全日本ジュニア　優勝
- 2000年 - 世界ジュニア　3位
- 2001年 - 優勝大会　3位
- 2001年 - 全日本ジュニア　2位
- 2002年 - 優勝大会 2位
- 2003年 - 優勝大会 優勝
- 2003年 - 学生体重別　優勝
- 2003年 - 講道館杯　優勝
- 2004年 - 松前カップ　優勝
- 2004年 - 学生体重別　優勝
- 2004年 - 講道館杯　2位
- 2004年 - 世界学生　優勝
- 2005年 - 選抜体重別　2位
- 2006年 - 実業個人選手権　優勝
- 2006年 - カナダ国際　2位
- 2007年 - 実業個人選手権　3位

(出典、JudoInside.com)